# Canon de 7 modèle 1867

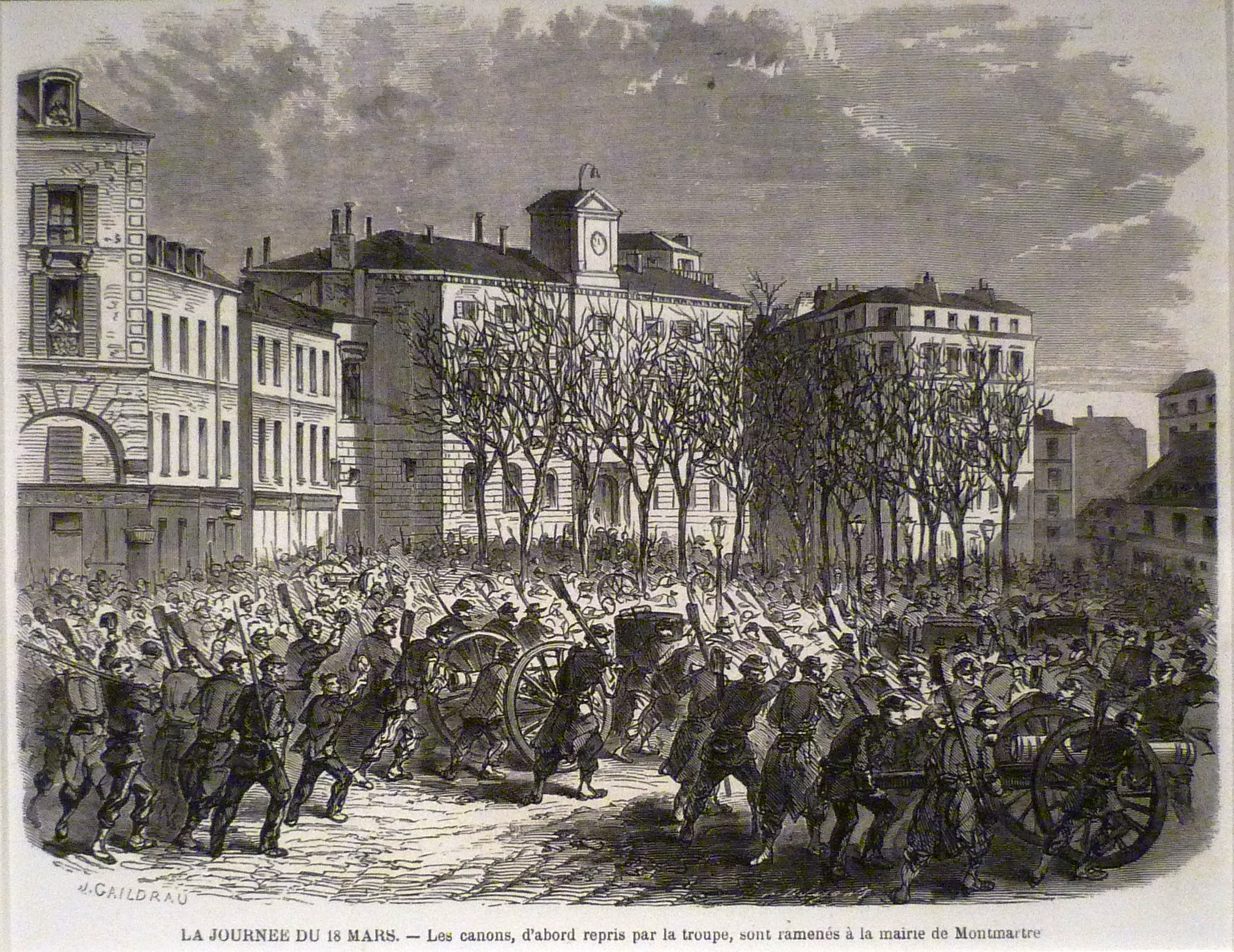
Les canons de Montmartre repris par les gardes nationaux lors du soulèvement du 18 mars 1871, point de départ de la Commune de Paris.

Le Canon de 7 modèle 1867 ou canon Trochu est un canon rayé français à chargement par la culasse, utilisé principalement au cours de la Guerre franco-allemande de 1870. Il était muni d'une culasse filetée moderne, reprenant un concept du System Eastman américain. Les plans de cette arme ont été dressés en 1867 par le colonel de Reffye.

## Historique

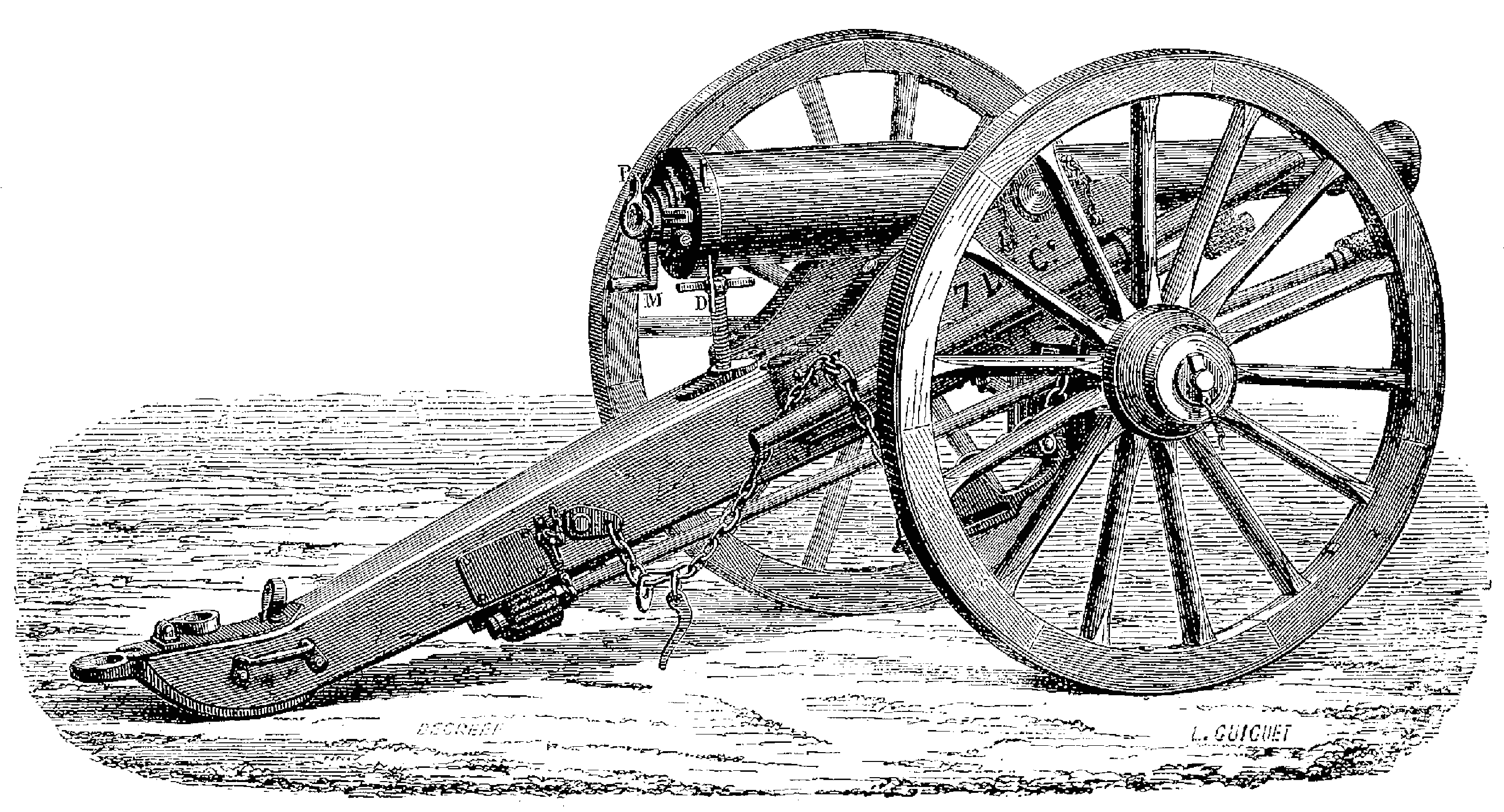
Canon de 7 rayé se chargeant par la culasse

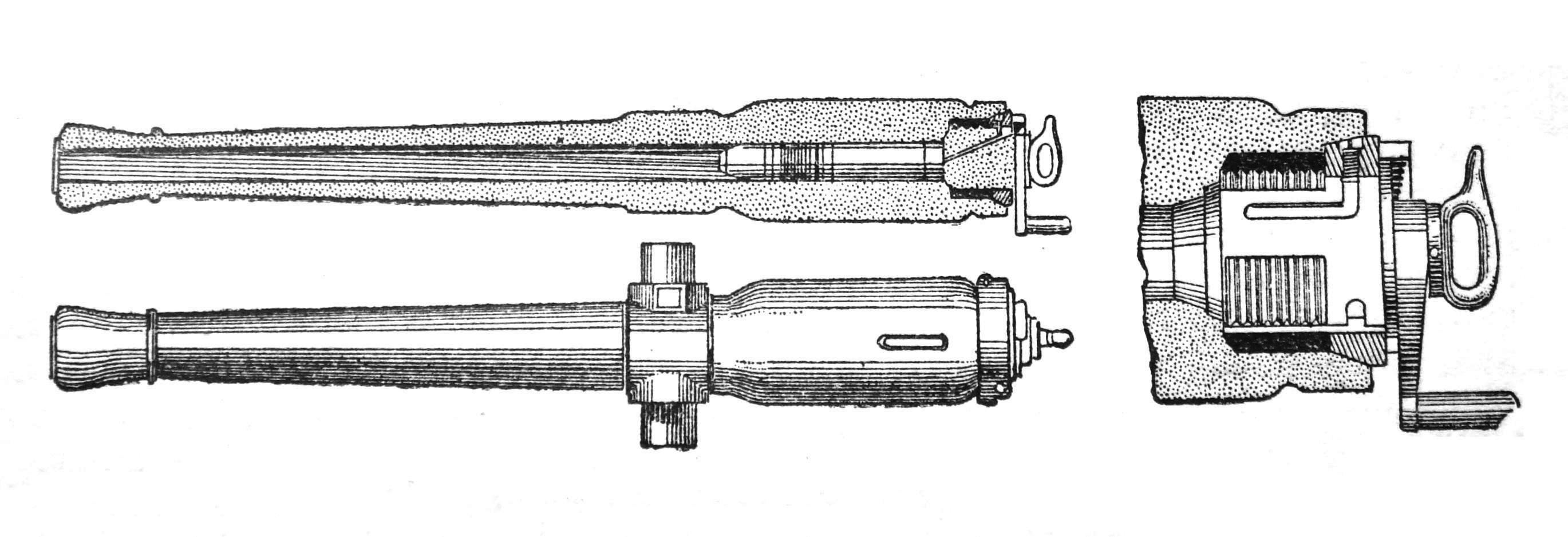
Le canon Reffye de 85 mm modèle 1870.

La France était parfaitement consciente des progrès de l'artillerie allemande à l'aube de 1870 : Napoléon III, lui-même artilleur comme son oncle, avait pu s'en faire une idée précise lors de l'Exposition universelle de 1867, où trônaient les canons de la Firme Krupp,, ; mais la fonte de qualité exceptionnelle des ateliers Krupp n'avait pas d'équivalent sur le marché français, si bien que les premiers canons français à chargement par la culasse étaient encore coulés en bronze. Le colonel Verchère de Reffye, directeur de l'atelier d'artillerie de Bourges, mit au point en 1867 une culasse filetée. Quant au fût de l'arme, de calibre de 85 mm, il était coulé en bronze muni d'une rayure. Ses obus  de 7 livres  comportaient une amorce (au contraire des obus à mèche des armes à chargement par la bouche du Système français La Hitte) et étaient chemisés en plomb, tout comme les obus prussiens.

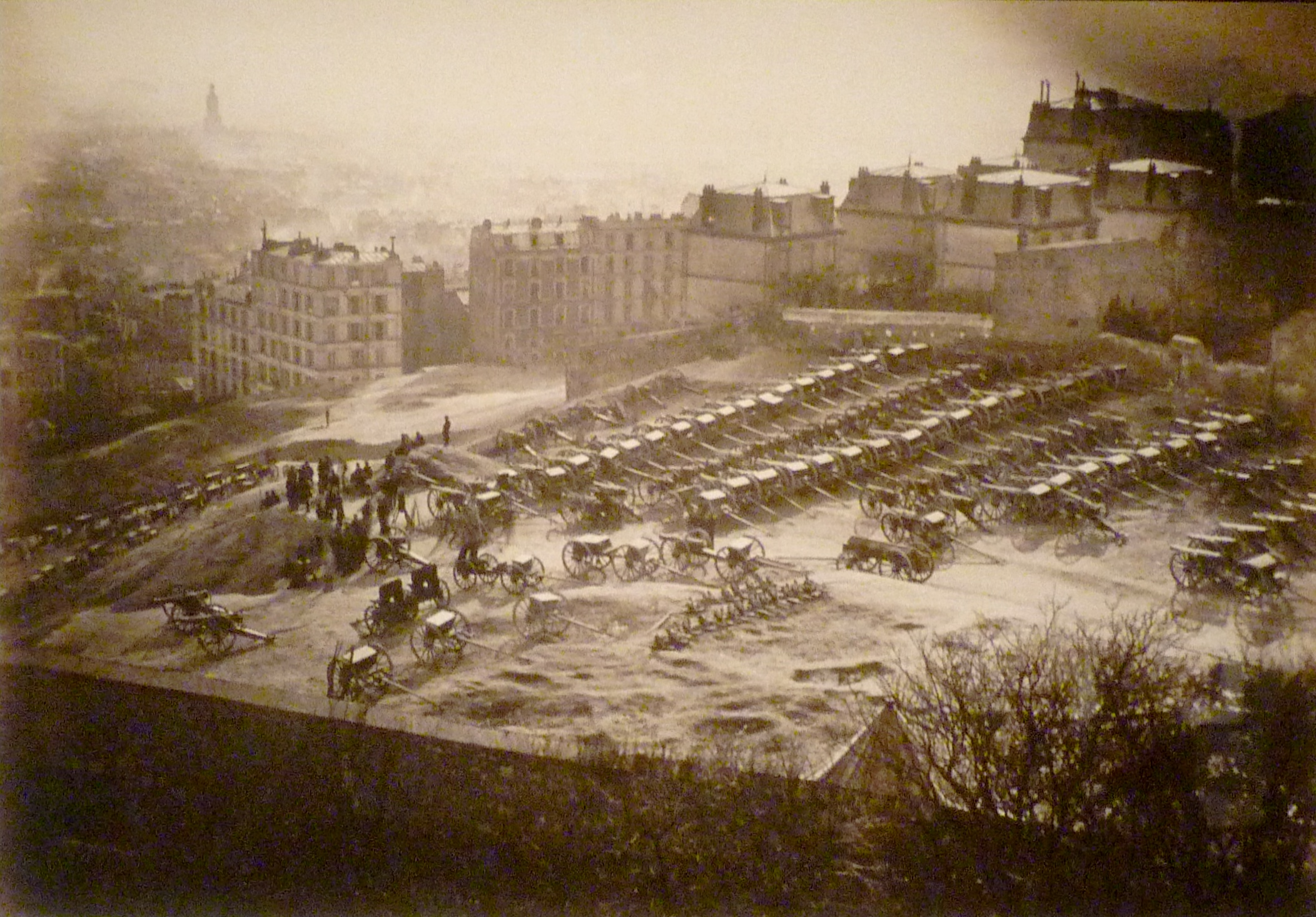
Les canons des Parisiens sur la butte Montmartre le 18 mars 1871.

Les canons de ce type ne furent coulés massivement, au cours du conflit de 1870, que par Paris assiégé. L'effectif de 1500 pièces exigées pour la défense de la place ne fut jamais atteint : on estime qu'au total, environ 200 pièces furent produites ; mais elles défendirent efficacement la capitale. D'abord coulées à Meudon, l'encerclement par le sud  contraignit à en concentrer la fabrication dans les ateliers de Paris intra muros. Ces canons étaient composites, faits de bronze, mais aussi de l'acier qu'on avait pu récupérer en refondant les essieux de locomotives. On les surnomma canons Trochu. Après la capitulation, les Allemands confisquèrent 33 de ces pièces, mais l'Armée de la Loire put en récupérer quelques-unes.
La production en fut abandonnée après la Guerre de 1870 : la France avait bien dû reconnaître la supériorité de la nouvelle Allemagne dans le domaine de l'artillerie, et elle se mit à son tour à perfectionner, lentement mais sûrement, ses canons. Le M/1867, avec un poids de 2,2 t, était beaucoup trop lourd pour pouvoir servir d'arme de campagne opérationnelle ; la culasse filetée s'encrassait très vite avec de la traditionnelle poudre noire, trop grenue, et cela avait ralenti la cadence de tir. Le premier successeur du M67 sera le Canon Reffye de 85 mm (1873).

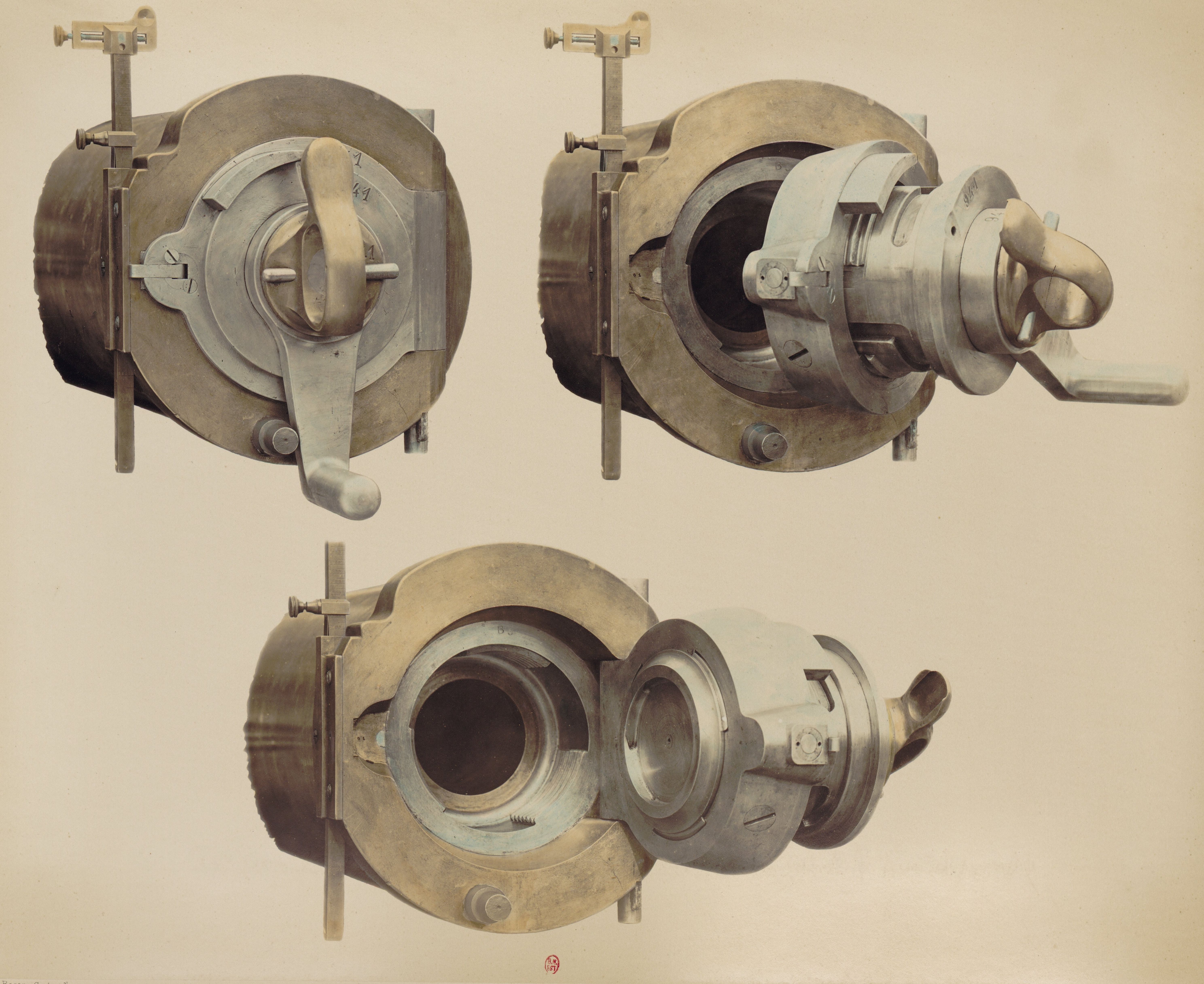
Canon de 7, culasse d'acier sur fût en bronze.

## Technique
L'épaississement de l'arrière du tourillon du M/1867 est caractéristique d'une arme en bronze, et de l'inertie nécessaire pour retenir la culasse sur son filetage. Ce renforcement portait le poids du fût avec sa culasse à 666 kg, soit deux fois plus que le fût du C/61 prussien.
La culasse était montée sur une charnière latérale qui permettait, une fois qu'on l'avait dévissée, de la faire basculer sur la gauche. On chargeait d'abord l'obus ou la mitraille, puis la charge d'amorce. Cette amorce n'était pas conditionnée à l'avance dans une cartouche : il fallait empiler six bagues de poudre à l'intérieur d'un cylindre en carton cylindrique à fond métallique. Le Système Reffye était conçu pour accélérer au maximum le chargement du canon et surtout l'adaptation de la force de l'amorce selon la distance de tir voulue ; mais faute de refouloir, il fallait débarrasser le fût par la gueule des résidus de carton non-brûlés.

## Caractéristiques techniques
- calibre: 85 mm (8,65 cm)
- Poids en campagne : affût seul d'env. 2 150 kg
- rotation sur affût : 0° (autrement dit, il fallait tourner tout le canon sur son affût)
- Poids et type des munitions : 85 mm  (obus en fonte, 6,85 kg, chemisage en plomb, amorce), mitraille
- Vitesse d'éjection : 383 m/s
- Portée maximale: 3 200 m  (obus)